# Avgolemono

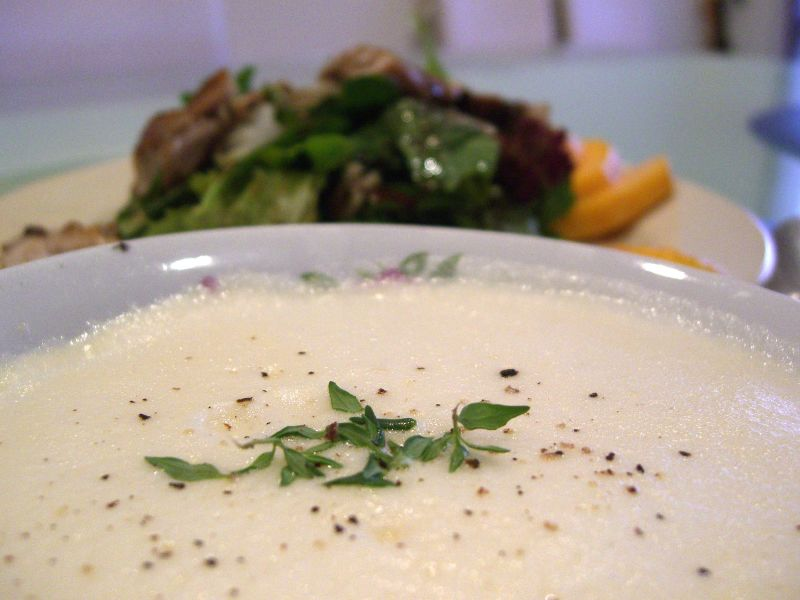
Vista de cerca de una sopa Avgolemono.

Avgolemono es una familia de sopas y salsas muy frecuentes en las cocinas del mediterráneo oriental, elaboradas con yemas de huevo y limón ambas mezcladas en un caldo, calentado hasta que se hace espeso antes de empezar a hervir, de esta forma el huevo no llega a cuajar. El avgolemono es el nombre en griego para indicar la mezcla huevo-limón; en árabe se denomina tarbiya o beida bi-lemoune 'huevo con limón' y en turco terbiye.

## Usos
El Avgolemono es la típica salsa que se vierte caliente sobre los dolma y sobre algunos verduras, en especial sobre las alcachofas. Es parte de los platos de estofado de cerdo en combinación con el apio que se pueden probar en la cocina griega y que en la cocina turca se denominan yuvarlak, salsa que se añade antes de ser servida para que pueda mezclar con los jugos de la preparación. En las cocinas del Oriente Medio se suele emplear esta salsa para acompañar platos de pescado o pollo.
Como sopa, suele ser empleada con caldo de pollo, de carne, pescado, o incluso de vegetales. Por regla general acompaña a arroz o pasta, como el orzo, el caldo se elabora con finas tiras de carne (pollo, por ejemplo) antes de que añada la mezcla de huevo y limón. Su consistencia varía desde la densidad de un estofado a un consommé. Es importante quitar la mezcla del fuego antes de que se añada la mezcla huevo-limón, para evitar los grumos. A veces se añade un poco de almidón para que la mezcla se ponga más densa. En verano, la sopa avgolemono se sirve fría, como un primer plato refrescante.